# مريم قاسم
مريم قاسم (الطويل) (1953 - )، دكتورة وباحثة لبنانية في الشؤون التاريخية، لها العديد من التحقيقات والمؤلفات في هذا المجال.

## ولادتها
ولدت في بلدة حولا، إحدى قرى جبل عامل (جنوب لبنان)، وذلك في العام 1953م.

## مؤلفاتها
لها عدد من الإصدارات العلمية والتاريخية ومنها:

### التحقيق والتنقيح
شاركت في تحقيق وتنقيح العديد من الكتب التاريخية، لا سيما الحقبة الأندلسية في التاريخ العربي والإسلامي. ومن أبرز الكتب التي حققتها ونقحتها:
1. تاريخ قضاة الأندلس
2. نفح الطيب من غصن الأندلس الرطيب وذكر وزيرها لسان الدين بن الخطيب - للمقري
3. وفيات الأعيان

### التأليف
من الكتب التي ألفتها:
1. مملكة المرية في عهد المعتصم بن صمادح
2. مملكة غرناطة في عهد بني زيري البربر
3. الزواج والمصاهرة بين المسلمين ونصارى الأندلس
4. ابن خلدون مؤرّخ التصوف الإسلامي
5. دور المرأة في سياسة الأندلس
6. أضواء على الحركة العلمية في الأندلس
7. ملقة حاضرة الأندلس في عهد بني حمود العلويين
8. قاموس أسباني - عربي
9. لسان الدين بن الخطيب - موسوعة حضارية.